# Cockerelliella sembilanensis
Cockerelliella sembilanensis là một loài côn trùng cánh nửa trong họ Aleyrodidae, phân họ Aleyrodinae.
Cockerelliella sembilanensis được Corbett miêu tả khoa học đầu tiên năm 1935.